# Phare de Svenska Högarna
Le phare de Svenska Högarna (en suédois : Svenska Högarna fyr) est un phare situé dans le Golfe de Botnie, appartenant à la commune de Norrtälje , dans le Comté de Stockholm (Suède).

## Histoire
Svenska Högarna est un petit groupe d'îles de l'Archipel de Stockholm  situé à environ 25 km à l'est de Möja. Toutes les îles sont classées réserve naturelle et on y trouve des Marmites du diable.
Le phare, construit en 1874, est le seul de l'archipel conçu par l'architecte Gustaf von Heidenstam (en). Il a d'abord fonctionné avec une lampe à huile de colza avant l'installation d'un brûleur à pétrole en 1887. Il a été électrifié en 1966 avec des panneaux solaires.
L'île est dotée d'une station météorologique de l'Institut suédois de météorologie et d'hydrologie. Depuis 1994 le phare appartient à la fondation "Edward Sjöbloms stiftelse".

## Description
Le phare  est une tour métallique à haubans de 18 mètres de haut, avec une galerie et une lanterne. La tour est peinte en rouge et le dôme de la lanterne est verte. Il émet, à une hauteur focale de 31 mètres, un long éclat blanc, rouge et vert selon différents secteurs toutes les 15 secondes. Sa portée nominale est de 15 milles nautiques (environ 28 km).
Identifiant : ARLHS : SWE-066 ; SV-2800 - Amirauté : C6460 - NGA : 9968 .

## Caractéristique dufeu maritime
Fréquence : 15 secondes (W)
- Lumière : 2 secondes
- Obscurité : 13 secondes

|                            |
| L'archipel Svenska Högarna |

|            |
| La station |

|           |
| L'optique |

### Lien connexe
- Liste des phares de Suède